# Förlanda församling
Förlanda församling var en församling  i Göteborgs stift och i Kungsbacka kommun. Församlingen uppgick 2013 i Fjärås-Förlanda församling.

## Administrativ historik
Församlingen har medeltida ursprung. Församlingen var till 2013 annexförsamling i pastoratet Fjärås och Förlanda. Församlingen uppgick 2013 i Fjärås-Förlanda församling.

## Kyrkor
- Förlanda kyrka